# ゴクラク!もえもえステーション
ゴクラク!もえもえステーションは、ラジオ大阪、TBSラジオなどで2003年4月～2005年6月に放送されていた、複合体アニラジ番組。
放送開始当初の番組構成は、ぽぽらじ、おねがいティーチャー・みずほ先生のはちみつ新学期、影山☆桃井の倍速もえちゃんねるの3番組だけだったが、改編ごとに番組が入れ替わり、さらに日曜まで放送枠が拡張されたため、一時は非常に複雑な体系になっていた。なお、日曜の放送は、TBSラジオでは同局に多い一定の週のみの放送だった。
2004年10月改編以降は、クールを追うごとに番組数が減少、終了時点では15分枠2本、土曜のみの放送となった。
かつてはラジオ日本、信越放送でも放送されていたが、それぞれ2004年10月と2005年4月の改編で終了している。

## 放送終了時期
2003年6月
- 影山☆桃井の倍速もえちゃんねる
- おねがいティーチャー・みずほ先生のはちみつ新学期

2003年9月
- 音速♪ひとみしりちゃんねる

2003年12月
- ぽぽらじ

2004年3月
- おねがいツインズ・みずほ先生とはちみつツインズ

2004年7月
- 低俗霊DAYDREAM 深小姫のMIDNIGHT DREAM

2004年9月
- 美鳥の日々 美鳥のLOVEダイアリー

2004年12月
- DearS×DearS

2005年3月
- うた∽かた 夏・メモリー
- 君のぞらじお
- 舞-HiMEラジオ 風華学園放送部

2005年6月
- D.C. 〜ダ・カーポ〜 初音島放送局
- 中原麻衣・ゆうまお@ミニシアター